# 3096 Dias
3096 Dias (original: 3096 Tage) é um livro autobiográfico da austríaca Natascha Kampusch, em que a autora narra seu sequestro e cativeiro ocorrido entre 1998 e 2006, em Viena, Áustria.
Sequestrada quando tinha dez anos de idade por Wolfgang Přiklopil, um técnico em telecomunicações de 35 anos, e mantida em um cela subterrânea na casa de seu raptor por mais de oito anos, exatos 3096 dias, Natascha narra em detalhes seus dias ainda como uma menina livre, sua captura numa rua de Viena, o período de seu cativeiro, em que enfrentou isolamento completo do mundo exterior, maus tratos, humilhações morais, surras, tortura e fome, além de sua fuga e a readaptação posterior à sociedade e à nova vida em liberdade, já como adulta.
Um dos mais longos sequestros de que se tem notícia e um dos mais dramáticos casos criminais da Áustria, o livro, lançado em setembro de 2010, tornou-se um best seller internacional. No Brasil, foi lançado em 2011 pela editora Verus e em Portugal pelas Edições Asa.
O livro foi adaptado para um filme alemão em 2013, chamado 3096 Dias, o longa-metragem é estrelado por Antonia Campbell-Hughes, Thure Lindhardt, Amelia Pidgeon, Trine Dyrholm e Dearbhla Molloy.

## Citação
Ao escrever este livro posso finalmente dizer: Sou livre. — Natascha Kampusch 